# 4 Heures du Red Bull Ring 2018
Navigation
Édition précédente Édition suivante
Les 4 Heures du Red Bull Ring 2018, disputés le 22 juillet 2018 sur le Circuit de Spielberg, sont la vingt-et-unième édition de cette course, la cinquième sur un format de quatre heures, et la troisième manche de l'European Le Mans Series 2018.

## Engagés
La liste officielle des engagés était composée de 42 voitures, dont 18 en LMP2, 18 en LMP3 et 6 en LM GTE.

## Qualifications
| Pos. | Classe | N° | Écurie                     | Pilote                  | Temps          | Tours |
| ---- | ------ | -- | -------------------------- | ----------------------- | -------------- | ----- |
| 1    | LMP2   | 28 | IDEC Sport                 | Paul-Loup Chatin        | 1 min 19 s 246 | 7     |
| 2    | LMP2   | 29 | Duqueine Engineering       | Nicolas Jamin           | 1 min 19 s 265 | 3     |
| 3    | LMP2   | 24 | Racing Engineering         | Norman Nato             | 1 min 19 s 387 | 3     |
| 4    | LMP2   | 21 | DragonSpeed                | Nicolas Lapierre        | 1 min 19 s 423 | 6     |
| 5    | LMP2   | 26 | G-Drive Racing             | Andrea Pizzitola        | 1 min 19 s 562 | 5     |
| 6    | LMP2   | 33 | TDS Racing                 | Loïc Duval              | 1 min 19 s 743 | 5     |
| 7    | LMP2   | 22 | United Autosports          | Filipe Albuquerque      | 1 min 19 s 950 | 6     |
| 8    | LMP2   | 40 | G-Drive Racing             | James Allen             | 1 min 19 s 959 | 5     |
| 9    | LMP2   | 39 | Graff Racing               | Tristan Gommendy        | 1 min 20 s 117 | 5     |
| 10   | LMP2   | 47 | Cetilar Villorba Corse     | Felipe Nasr             | 1 min 20 s 234 | 6     |
| 11   | LMP2   | 35 | SMP Racing                 | Matevos Isaakyan        | 1 min 20 s 351 | 7     |
| 12   | LMP2   | 32 | United Autosports          | Will Owen               | 1 min 20 s 383 | 7     |
| 13   | LMP2   | 49 | High Class Racing          | Anders Fjordbach        | 1 min 20 s 609 | 4     |
| 14   | LMP2   | 31 | APR - Rebellion Racing     | Gustavo Menezes         | 1 min 20 s 622 | 4     |
| 15   | LMP2   | 23 | Panis-Barthez Compétition  | Will Stevens            | 1 min 21 s 091 | 7     |
| 16   | LMP2   | 30 | AVF By Adrián Vallés       | Konstantin Tereshchenko | 1 min 21 s 362 | 4     |
| 17   | LMP2   | 25 | Algarve Pro Racing         | Mark Patterson          | 1 min 23 s 522 | 7     |
| 18   | LMP2   | 27 | IDEC Sport                 | Erik Maris              | 1 min 23 s 695 | 7     |
| 19   | LMP3   | 17 | Ultimate                   | Matthieu Lahaye         | 1 min 26 s 519 | 6     |
| 20   | LMP3   | 19 | M.Racing - YMR             | Lucas Légeret           | 1 min 26 s 583 | 7     |
| 21   | LMP3   | 15 | RLR Msport                 | Job van Uitert          | 1 min 26 s 703 | 6     |
| 22   | LMP3   | 4  | Cool Racing by GPC         | Antonin Borga           | 1 min 26 s 751 | 3     |
| 23   | LMP3   | 8  | DKR Engineering            | Ricardo Sanchez         | 1 min 26 s 917 | 6     |
| 24   | LMP3   | 9  | AT Racing                  | Mikkel Jensen           | 1 min 26 s 960 | 3     |
| 25   | LMP3   | 10 | Oregon Team                | Riccardo Ponzio         | 1 min 27 s 008 | 7     |
| 26   | LMP3   | 2  | United Autosports          | Sean Rayhall            | 1 min 27 s 032 | 7     |
| 27   | LMP3   | 7  | Ecurie Ecosse              | Colin Noble             | 1 min 27 s 192 | 4     |
| 28   | LMP3   | 3  | United Autosports          | Matthew Bell            | 1 min 27 s 354 | 3     |
| 29   | LMP3   | 11 | EuroInternational          | Giorgio Mondini         | 1 min 27 s 365 | 6     |
| 30   | LMP3   | 13 | Inter Europol Competition  | Jakub Śmiechowski       | 1 min 27 s 486 | 7     |
| 31   | LMP3   | 5  | NEFIS By Speed Factory     | Aleksey Chuklin (en)    | 1 min 27 s 654 | 6     |
| 32   | LMP3   | 18 | M.Racing - YMR             | Natan Bihel             | 1 min 27 s 890 | 6     |
| 33   | LMP3   | 6  | 360 Racing                 | Ross Kaiser             | 1 min 28 s 133 | 5     |
| 34   | LMP3   | 16 | BHK Motorsport             | Francesco Dracone       | 1 min 28 s 368 | 7     |
| 35   | LMP3   | 14 | Inter Europol Competition  | Paul Scheuschner        | 1 min 28 s 823 | 6     |
| 36   | LMGTE  | 66 | JMW Motorsport             | Miguel Molina           | 1 min 28 s 827 | 4     |
| 37   | LMP3   | 12 | EuroInternational          | Andrea Dromedari        | 1 min 28 s 893 | 7     |
| 38   | LMGTE  | 88 | Proton Competition         | Matteo Cairoli          | 1 min 28 s 925 | 4     |
| 39   | LMGTE  | 83 | Krohn Racing avec AF Corse | Andrea Bertolini        | 1 min 28 s 967 | 7     |
| 40   | LMGTE  | 55 | Spirit of Race             | Matt Griffin            | 1 min 29 s 190 | 6     |
| 41   | LMGTE  | 77 | Proton Competition         | Dennis Olsen            | 1 min 29 s 259 | 5     |
| 42   | LMGTE  | 80 | Ebimotors                  | Riccardo Pera           | 1 min 29 s 366 | 5     |

## Course

### Classement de la course
Voici le classement provisoire au terme de la course.
- Les vainqueurs de chaque catégorie sont signalés par un fond jauni.
- Pour la colonne Pneus, il faut passer le curseur au-dessus du modèle pour connaître le manufacturier de pneumatiques.

| Pos  | Classe | no | Écurie                     | Pilotes                                                           | Châssis                       | Pneus | Tours | Temps               |
| Pos  | Classe | no | Écurie                     | Pilotes                                                           | Moteur                        | Pneus | Tours | Temps               |
| ---- | ------ | -- | -------------------------- | ----------------------------------------------------------------- | ----------------------------- | ----- | ----- | ------------------- |
| 1    | LMP2   | 26 | G-Drive Racing             | Andrea Pizzitola Roman Rusinov Jean-Éric Vergne                   | Oreca 07                      | D     | 160   | 4 h 00 min 14 s 242 |
| 1    | LMP2   | 26 | G-Drive Racing             | Andrea Pizzitola Roman Rusinov Jean-Éric Vergne                   | Gibson GK428 4,2 l V8 Atmo    | D     | 160   | 4 h 00 min 14 s 242 |
| 2    | LMP2   | 24 | Racing Engineering         | Norman Nato Paul Petit Olivier Pla                                | Oreca 07                      | D     | 160   | + 20 s 126          |
| 2    | LMP2   | 24 | Racing Engineering         | Norman Nato Paul Petit Olivier Pla                                | Gibson GK428 4,2 l V8 Atmo    | D     | 160   | + 20 s 126          |
| 3    | LMP2   | 22 | United Autosports          | Filipe Albuquerque Philip Hanson                                  | Ligier JS P217                | D     | 160   | + 54 s 166          |
| 3    | LMP2   | 22 | United Autosports          | Filipe Albuquerque Philip Hanson                                  | Gibson GK428 4,2 l V8 Atmo    | D     | 160   | + 54 s 166          |
| 4    | LMP2   | 28 | IDEC Sport                 | Paul-Loup Chatin Paul Lafargue Memo Rojas                         | Oreca 07                      | M     | 160   | + 56 s 087          |
| 4    | LMP2   | 28 | IDEC Sport                 | Paul-Loup Chatin Paul Lafargue Memo Rojas                         | Gibson GK428 4,2 l V8 Atmo    | M     | 160   | + 56 s 087          |
| 5    | LMP2   | 21 | DragonSpeed                | Ben Hanley Henrik Hedman Nicolas Lapierre                         | Oreca 07                      | M     | 159   | + 1 tour            |
| 5    | LMP2   | 21 | DragonSpeed                | Ben Hanley Henrik Hedman Nicolas Lapierre                         | Gibson GK428 4,2 l V8 Atmo    | M     | 159   | + 1 tour            |
| 6    | LMP2   | 31 | APR - Rebellion Racing     | Ryan Cullen Gustavo Menezes Harrison Newey                        | Oreca 07                      | D     | 159   | + 1 tour            |
| 6    | LMP2   | 31 | APR - Rebellion Racing     | Ryan Cullen Gustavo Menezes Harrison Newey                        | Gibson GK428 4,2 l V8 Atmo    | D     | 159   | + 1 tour            |
| 7    | LMP2   | 35 | SMP Racing                 | Viktor Shaytar Egor Orudzhev Matevos Isaakyan                     | Dallara P217                  | D     | 159   | + 1 tour            |
| 7    | LMP2   | 35 | SMP Racing                 | Viktor Shaytar Egor Orudzhev Matevos Isaakyan                     | Gibson GK428 4,2 l V8 Atmo    | D     | 159   | + 1 tour            |
| 8    | LMP2   | 39 | Graff Racing               | Alexandre Cougnaud Jonathan Hirschi Tristan Gommendy              | Oreca 07                      | D     | 159   | + 1 tour            |
| 8    | LMP2   | 39 | Graff Racing               | Alexandre Cougnaud Jonathan Hirschi Tristan Gommendy              | Gibson GK428 4,2 l V8 Atmo    | D     | 159   | + 1 tour            |
| 9    | LMP2   | 33 | TDS Racing                 | Loïc Duval François Perrodo Matthieu Vaxivière                    | Oreca 07                      | D     | 159   | + 1 tour            |
| 9    | LMP2   | 33 | TDS Racing                 | Loïc Duval François Perrodo Matthieu Vaxivière                    | Gibson GK428 4,2 l V8 Atmo    | D     | 159   | + 1 tour            |
| 10   | LMP2   | 23 | Panis-Barthez Compétition  | Timothé Buret Julien Canal Will Stevens                           | Ligier JS P217                | M     | 158   | + 2 tours           |
| 10   | LMP2   | 23 | Panis-Barthez Compétition  | Timothé Buret Julien Canal Will Stevens                           | Gibson GK428 4,2 l V8 Atmo    | M     | 158   | + 2 tours           |
| 11   | LMP2   | 47 | Cetilar Villorba Corse     | Roberto Lacorte Felipe Nasr Giorgio Sernagiotto                   | Dallara P217                  | D     | 158   | + 2 tours           |
| 11   | LMP2   | 47 | Cetilar Villorba Corse     | Roberto Lacorte Felipe Nasr Giorgio Sernagiotto                   | Gibson GK428 4,2 l V8 Atmo    | D     | 158   | + 2 tours           |
| 12   | LMP2   | 49 | High Class Racing          | Dennis Andersen Anders Fjordbach                                  | Dallara P217                  | D     | 158   | + 2 tours           |
| 12   | LMP2   | 49 | High Class Racing          | Dennis Andersen Anders Fjordbach                                  | Gibson GK428 4,2 l V8 Atmo    | D     | 158   | + 2 tours           |
| 13   | LMP2   | 40 | G-Drive Racing             | James Allen Jose Gutiérrez                                        | Oreca 07                      | D     | 158   | + 2 tours           |
| 13   | LMP2   | 40 | G-Drive Racing             | James Allen Jose Gutiérrez                                        | Gibson GK428 4,2 l V8 Atmo    | D     | 158   | + 2 tours           |
| 14   | LMP2   | 30 | AVF By Adrián Vallés       | Konstantin Tereshchenko Henrique Chaves                           | Dallara P217                  | D     | 158   | + 2 tours           |
| 14   | LMP2   | 30 | AVF By Adrián Vallés       | Konstantin Tereshchenko Henrique Chaves                           | Gibson GK428 4,2 l V8 Atmo    | D     | 158   | + 2 tours           |
| 15   | LMP2   | 32 | United Autosports          | Wayne Boyd Hugo de Sadeleer Will Owen                             | Ligier JS P217                | D     | 157   | + 3 tours           |
| 15   | LMP2   | 32 | United Autosports          | Wayne Boyd Hugo de Sadeleer Will Owen                             | Gibson GK428 4,2 l V8 Atmo    | D     | 157   | + 3 tours           |
| 16   | LMP2   | 27 | IDEC Sport                 | Patrice Lafargue Erik Maris Nicolas Minassian                     | Ligier JS P217                | M     | 154   | + 6 tours           |
| 16   | LMP2   | 27 | IDEC Sport                 | Patrice Lafargue Erik Maris Nicolas Minassian                     | Gibson GK428 4,2 l V8 Atmo    | M     | 154   | + 6 tours           |
| 17   | LMP2   | 25 | Algarve Pro Racing         | Mark Patterson Ate De Jong Tacksung Kim                           | Ligier JS P217                | D     | 152   | + 8 tours           |
| 17   | LMP2   | 25 | Algarve Pro Racing         | Mark Patterson Ate De Jong Tacksung Kim                           | Gibson GK428 4,2 l V8 Atmo    | D     | 152   | + 8 tours           |
| 18   | LMP3   | 15 | RLR Msport                 | John Farano Rob Garofall Job van Uitert                           | Ligier JS P3                  | M     | 148   | + 12 tours          |
| 18   | LMP3   | 15 | RLR Msport                 | John Farano Rob Garofall Job van Uitert                           | Nissan VK50VE 5.0 L V8 Atmo   | M     | 148   | + 12 tours          |
| 19   | LMP3   | 7  | Ecurie Ecosse              | Colin Noble Alex Kapadia Christian Stubbe Olsen                   | Ligier JS P3                  | M     | 148   | + 12 tours          |
| 19   | LMP3   | 7  | Ecurie Ecosse              | Colin Noble Alex Kapadia Christian Stubbe Olsen                   | Nissan VK50VE 5.0 L V8 Atmo   | M     | 148   | + 12 tours          |
| 20   | LMP3   | 13 | Inter Europol Competition  | Martin Hippe Jakub Śmiechowski                                    | Ligier JS P3                  | M     | 148   | + 12 tours          |
| 20   | LMP3   | 13 | Inter Europol Competition  | Martin Hippe Jakub Śmiechowski                                    | Nissan VK50VE 5.0 L V8 Atmo   | M     | 148   | + 12 tours          |
| 21   | LMP3   | 17 | Ultimate                   | François Hériau Jean-Baptiste Lahaye Matthieu Lahaye              | Norma M30                     | M     | 148   | + 12 tours          |
| 21   | LMP3   | 17 | Ultimate                   | François Hériau Jean-Baptiste Lahaye Matthieu Lahaye              | Nissan VK50VE 5.0 L V8 Atmo   | M     | 148   | + 12 tours          |
| 22   | LMP3   | 9  | AT Racing                  | Mikkel Jensen Alexander Talkanitsa, Jr. Alexander Talkanitsa, Sr. | Ligier JS P3                  | M     | 147   | + 13 tours          |
| 22   | LMP3   | 9  | AT Racing                  | Mikkel Jensen Alexander Talkanitsa, Jr. Alexander Talkanitsa, Sr. | Nissan VK50VE 5.0 L V8 Atmo   | M     | 147   | + 13 tours          |
| 23   | LMP3   | 5  | NEFIS By Speed Factory     | Timur Boguslavskiy Aleksey Chuklin (en) Danil Pronenko            | Ligier JS P3                  | M     | 147   | + 13 tours          |
| 23   | LMP3   | 5  | NEFIS By Speed Factory     | Timur Boguslavskiy Aleksey Chuklin (en) Danil Pronenko            | Nissan VK50VE 5.0 L V8 Atmo   | M     | 147   | + 13 tours          |
| 24   | LMGTE  | 88 | Proton Competition         | Giorgio Roda Gianluca Roda Matteo Cairoli                         | Porsche 911 RSR               | D     | 147   | + 13 tours          |
| 24   | LMGTE  | 88 | Proton Competition         | Giorgio Roda Gianluca Roda Matteo Cairoli                         | Porsche 4.0 L Flat-6 Atmo     | D     | 147   | + 13 tours          |
| 25   | LMP3   | 11 | EuroInternational          | Giorgio Mondini Kay Van Berlo                                     | Ligier JS P3                  | M     | 147   | + 13 tours          |
| 25   | LMP3   | 11 | EuroInternational          | Giorgio Mondini Kay Van Berlo                                     | Nissan VK50VE 5.0 L V8 Atmo   | M     | 147   | + 13 tours          |
| 26   | LMP3   | 6  | 360 Racing                 | Ross Kaiser Terrence Woodward                                     | Ligier JS P3                  | M     | 146   | + 14 tours          |
| 26   | LMP3   | 6  | 360 Racing                 | Ross Kaiser Terrence Woodward                                     | Nissan VK50VE 5.0 L V8 Atmo   | M     | 146   | + 14 tours          |
| 27   | LMGTE  | 55 | Spirit of Race             | Duncan Cameron Matt Griffin Aaron Scott                           | Ferrari 488 GTE               | D     | 146   | + 14 tours          |
| 27   | LMGTE  | 55 | Spirit of Race             | Duncan Cameron Matt Griffin Aaron Scott                           | Ferrari F154CB 3.9 L V8 Turbo | D     | 146   | + 14 tours          |
| 28   | LMP3   | 18 | M.Racing - YMR             | Laurent Millara Natan Bihel                                       | Ligier JS P3                  | M     | 146   | + 14 tours          |
| 28   | LMP3   | 18 | M.Racing - YMR             | Laurent Millara Natan Bihel                                       | Nissan VK50VE 5.0 L V8 Atmo   | M     | 146   | + 14 tours          |
| 29   | LMP3   | 4  | Cool Racing by GPC         | Alexandre Coigny Iradj Alexander Antonin Borga                    | Ligier JS P3                  | M     | 146   | + 14 tours          |
| 29   | LMP3   | 4  | Cool Racing by GPC         | Alexandre Coigny Iradj Alexander Antonin Borga                    | Nissan VK50VE 5.0 L V8 Atmo   | M     | 146   | + 14 tours          |
| 30   | LMGTE  | 80 | Ebimotors                  | Fabio Babini Riccardo Pera Bret Curtis                            | Porsche 911 RSR               | D     | 146   | + 14 tours          |
| 30   | LMGTE  | 80 | Ebimotors                  | Fabio Babini Riccardo Pera Bret Curtis                            | Porsche 4.0 L Flat-6 Atmo     | D     | 146   | + 14 tours          |
| 31   | LMGTE  | 77 | Proton Competition         | Marvin Dienst (de) Christian Ried Dennis Olsen                    | Porsche 911 RSR               | D     | 145   | + 15 tours          |
| 31   | LMGTE  | 77 | Proton Competition         | Marvin Dienst (de) Christian Ried Dennis Olsen                    | Porsche 4.0 L Flat-6 Atmo     | D     | 145   | + 15 tours          |
| 32   | LMP3   | 14 | Inter Europol Competition  | Luca Demarchi Paul Scheuschner Guglielmo Belotti                  | Ligier JS P3                  | M     | 145   | + 15 tours          |
| 32   | LMP3   | 14 | Inter Europol Competition  | Luca Demarchi Paul Scheuschner Guglielmo Belotti                  | Nissan VK50VE 5.0 L V8 Atmo   | M     | 145   | + 15 tours          |
| 33   | LMP3   | 3  | United Autosports          | Tony Wells Garett Grist Matthew Bell                              | Ligier JS P3                  | M     | 145   | + 15 tours          |
| 33   | LMP3   | 3  | United Autosports          | Tony Wells Garett Grist Matthew Bell                              | Nissan VK50VE 5.0 L V8 Atmo   | M     | 145   | + 15 tours          |
| 34   | LMP3   | 12 | EuroInternational          | Andrea Dromedari Max Hanratty James Dayson                        | Ligier JS P3                  | M     | 144   | + 16 tours          |
| 34   | LMP3   | 12 | EuroInternational          | Andrea Dromedari Max Hanratty James Dayson                        | Nissan VK50VE 5.0 L V8 Atmo   | M     | 144   | + 16 tours          |
| 35   | LMGTE  | 83 | Krohn Racing avec AF Corse | Andrea Bertolini Niclas Jönsson Tracy Krohn                       | Ferrari 488 GTE               | D     | 143   | + 17 tours          |
| 35   | LMGTE  | 83 | Krohn Racing avec AF Corse | Andrea Bertolini Niclas Jönsson Tracy Krohn                       | Ferrari F154CB 3.9 L V8 Turbo | D     | 143   | + 17 tours          |
| 36   | LMP3   | 8  | DKR Engineering            | Ricardo Sanchez Henning Enqvist Fabien Lavergne                   | Norma M30                     | M     | 142   | + 18 tours          |
| 36   | LMP3   | 8  | DKR Engineering            | Ricardo Sanchez Henning Enqvist Fabien Lavergne                   | Nissan VK50VE 5.0 L V8 Atmo   | M     | 142   | + 18 tours          |
| 37   | LMP3   | 16 | BHK Motorsport             | Francesco Dracone Jacopo Baratto                                  | Ligier JS P3                  | M     | 139   | + 21 tours          |
| 37   | LMP3   | 16 | BHK Motorsport             | Francesco Dracone Jacopo Baratto                                  | Nissan VK50VE 5.0 L V8 Atmo   | M     | 139   | + 21 tours          |
| 38   | LMP3   | 10 | Oregon Team                | Clément Mateu Andrés Méndez (en) Riccardo Ponzio                  | Norma M30                     | M     | 132   | + 28 tours          |
| 38   | LMP3   | 10 | Oregon Team                | Clément Mateu Andrés Méndez (en) Riccardo Ponzio                  | Nissan VK50VE 5.0 L V8 Atmo   | M     | 132   | + 28 tours          |
| Abd. | LMP3   | 19 | M.Racing - YMR             | Alain Ferté David Droux Lucas Légeret                             | Norma M30                     | M     | 112   |                     |
| Abd. | LMP3   | 19 | M.Racing - YMR             | Alain Ferté David Droux Lucas Légeret                             | Nissan VK50VE 5.0 L V8 Atmo   | M     | 112   |                     |
| Abd. | LMP3   | 2  | United Autosports          | John Falb Sean Rayhall                                            | Ligier JS P3                  | M     | 78    |                     |
| Abd. | LMP3   | 2  | United Autosports          | John Falb Sean Rayhall                                            | Nissan VK50VE 5.0 L V8 Atmo   | M     | 78    |                     |
| Abd. | LMP3   | 66 | JMW Motorsport             | Liam Griffin (en) Alex MacDowall Miguel Molina                    | Ferrari 488 GTE               | D     | 43    |                     |
| Abd. | LMP3   | 66 | JMW Motorsport             | Liam Griffin (en) Alex MacDowall Miguel Molina                    | Nissan VK50VE 5.0 L V8 Atmo   | D     | 43    |                     |
| Dsq. | LMP2   | 29 | Duqueine Engineering       | Nicolas Jamin Nelson Panciatici Pierre Ragues                     | Oreca 07                      | M     | 160   |                     |
| Dsq. | LMP2   | 29 | Duqueine Engineering       | Nicolas Jamin Nelson Panciatici Pierre Ragues                     | Gibson GK428 4,2 l V8 Atmo    | M     | 160   |                     |

## Pole position et record du tour
- Pole position : Paul-Loup Chatin sur n°28 IDEC Sport en 1 min 19 s 246
- Meilleur tour en course : Norman Nato sur n°24 Racing Engineering en 1 min 20 s 330 au 49e tour.

## Tours en tête
Tours en tête
- n°29 Oreca 07 - Duqueine Engineering : 114 (1-27 / 31-105 / 122-133)
- n°28 Oreca 07 - IDEC Sport : 1 (28)
- n°22 Ligier JS P217 - United Autosport : 2 (29-30)
- n°24 Oreca 07 - Racing Engineering : 4 (106-109)
- n°26 Oreca 07 - G-Drive Racing : 39 (110-121 / 134-160)

## À noter
- Longueur du circuit : 4,326 km
- Distance parcourue par les vainqueurs : 692,16 km